# Barbara Kelch

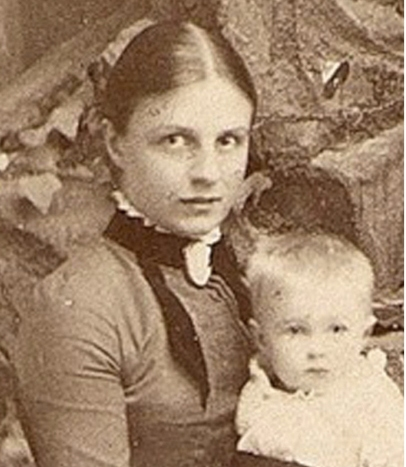
Barbara Petrovna Kelch con su hija.

Barbara Petrovna Kelch (nacida Varvara Petrovna Basanova, en ruso: Варвара Петровна Кельх; 1872, Irkutsk - 1959, París) fue una rica heredera y mecenas rusa nacionalizada francesa.

## Vida
Barbara Petrovna era hija de la empresaria y mecenas Yulia Ivanovna Basanova (1852-1924). Después de la muerte de su abuelo Ivan Ivanovich Bazanov en 1883, heredó el capital de su abuelo a partes iguales con su madre y su tío P. A. Siwers. Después de la muerte de su tío, Barbara Petrovna se convirtió en heredera de la vasta empresa Basanov propietaria de yacimientos de oro siberianos, destilerías, salinas y una compañía de barcos de vapor. A principios de la década de 1890, llegó a Moscú con su madre y vivió en la villa moscovita de los Basanov en Mokhovaya Ulitsa, que fue construida en 1886 por Simon Eibuschitz y Alexander Stepanovich Kaminski y adquirida en 1892.
En abril de 1892, Barbara Petrovna se casó con Nikolai Fiodorovich Kelch, de una familia noble pobre, quien era secretario del comité de la Sociedad de Asistencia a Estudiantes Necesitados de la Universidad de Moscú y estableció una beca para estudiantes necesitados en la Facultad de Derecho. Cuando su esposo murió al poco, se casó en 1894 con su hermano menor, Alexander Fiodorovich Kelch, quien se graduó de la Universidad de Moscú y del Cuerpo de Cadetes de Moscú y se encontraba en servicio militar como corneta en San Petersburgo. Alexander Kelch permaneció en el servicio del gobierno y trabajó como administrador del gran negocio de su esposa en calidad de director gerente de las minas y compañías navieras en Siberia y las propiedades inmobiliarias en San Petersburgo. Todos los años, desde 1898 hasta 1904, compró un huevo Fabergé como regalo de Pascua para su esposa, que pagó con su dinero, de modo que así se creó la segunda colección más grande de huevos Fabergé después de la de la familia imperial.

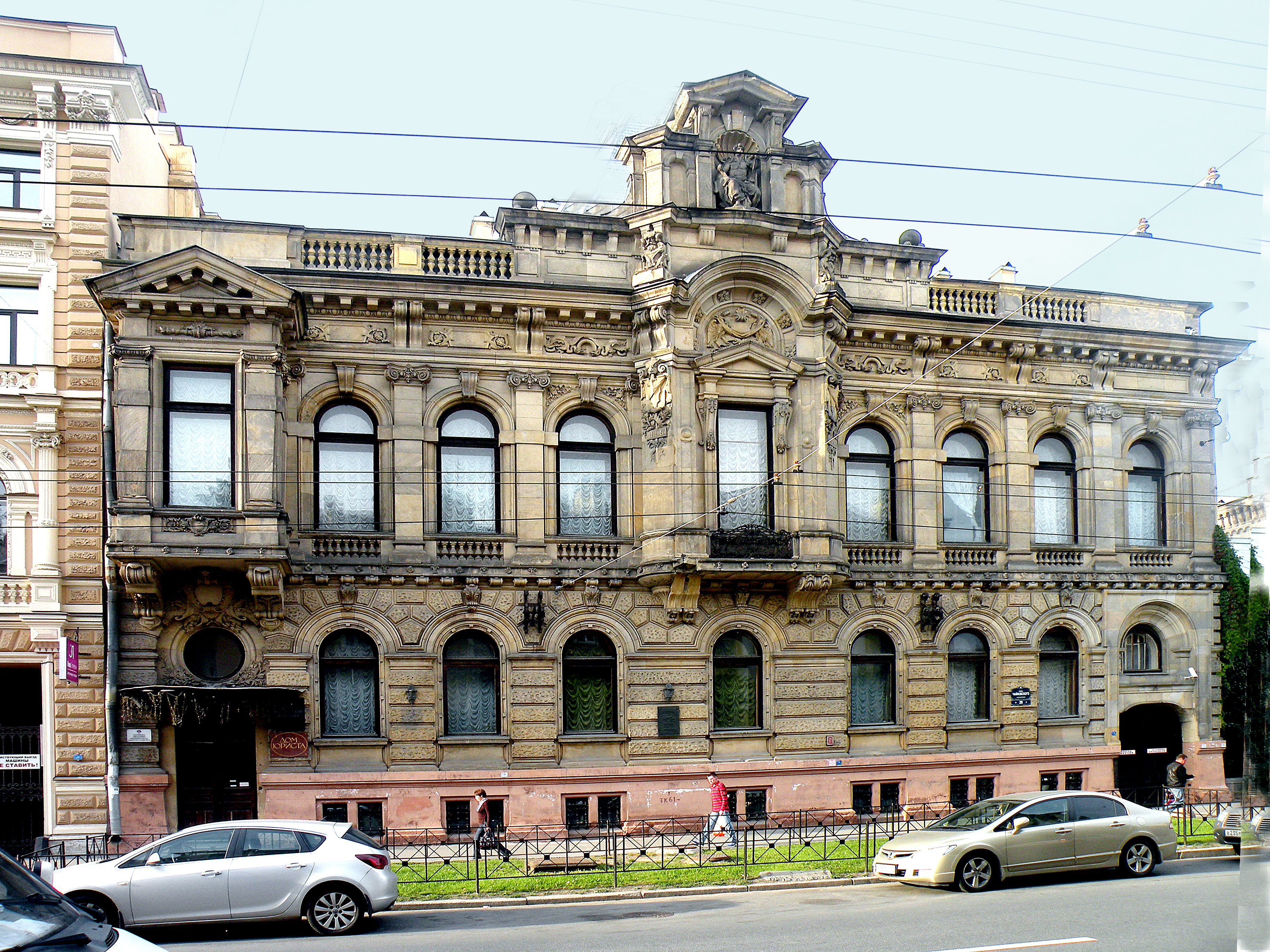
Palacio Kelch, San Petersburgo.

En 1896, los Kelch compraron la casa en Sergiev-Strasse/Tschaikowski -Strasse 28, que ella hizo remodelar por los arquitectos Wassili Ivanovich Schöne, Vladimir Ivanovich Tschagin y Carl Schmidt para convertirla en el palacio Kelch de tres pisos. Debido a su trabajo de caridad en Moscú, no se instaló en San Petersburgo hasta 1898.
Junto con su madre, Barbara Kelch fue muy activa en organizaciones benéficas y participó en casi todas sus donaciones. Fue miembro de muchas organizaciones benéficas en Irkutsk, Moscú y San Petersburgo. Con sus donaciones se otorgaron becas y se construyeron viviendas y hospitales. Como administradora del orfanato Irkutsk E. Medvednikova (llamado así por la madre del empresario Ivan Logginovich Medvednikov, Elizaveta Medvednikova), recibió la Medalla de Oro al Mérito en la Cinta Anna. Fue administradora honoraria del Hogar Reformatorio Bazanov y del Hospital Infantil Ivano Matreninskaya en Irkutsk. En 1909 se convirtió en ciudadana de honor de Irkutsk.
En 1904,  Barbara se separó de su marido dejándole una carta en la que le confesaba que siempre había amado solo a su hermano y se instaló en París. En 1910 la pareja firmó oficialmente e hizo público su divorcio. Los hijos fueron criados por la abuela Yulia Basanova. Alexander Kelch continuó ocupándose de las organizaciones benéficas de las que su esposa era administradora y cuidando a su suegra hasta su muerte. Lo arrestaron en 1930 y murió en el gulag.
Barbara Kelch vivió en París hasta su muerte y fue enterrada en el cementerio ruso de Sainte-Geneviève-des-Bois. Algunas de sus joyas y huevos Fabergé terminaron en colecciones privadas y fueron exhibidos en varios museos del mundo.